# 1645

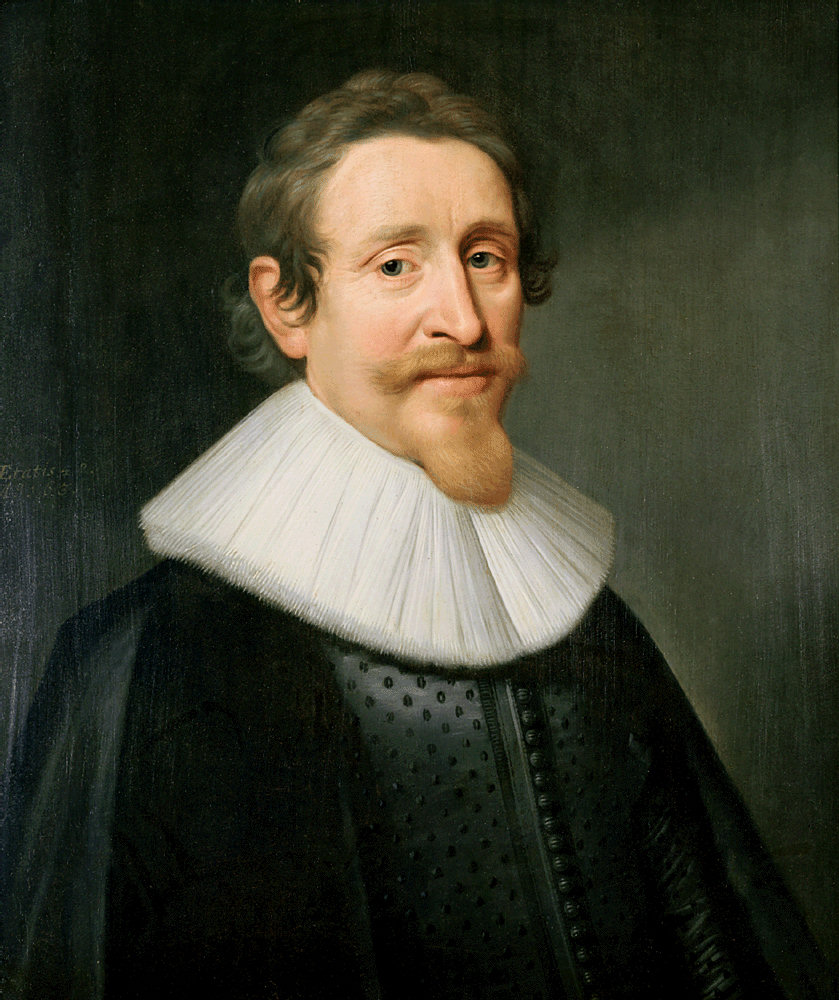
Hugo de Groot

Het jaar 1645 is het 45e jaar in de 17e eeuw volgens de christelijke jaartelling.

## Gebeurtenissen
januari
- 10 - Executie van William Laud, de afgezette aartsbisschop van Canterbury.
- 22 - Johan Maurits van Nassau-Siegen bezet met zijn broers George Frederik en Hendrik de stad Siegen. Op 15 februari wordt hij door de burgers gehuldigd voor twee derde deel van het graafschap Nassau-Siegen. Het andere deel blijft in bezit van zijn neef Johan Frans Desideratus.

april
- 12 - De ernstig zieke gouverneur-generaal van de VOC Antonio van Diemen benoemt Cornelis van der Lijn tot opvolger.
- 30 - Een Turkse vloot van 400 schepen zet koers, naar verluidt naar Malta, en vaart Kreta voorbij.

juni
- 14 - Slag bij Naseby in de Engelse Burgeroorlog: de Roundheads verslaan de Cavaliers.
- 21 - De Turkse vloot verandert van koers naar Kreta. Het al sinds 1211 Venetiaanse eiland krijgt te maken met een invasie die bij Kanea aan land gaat.

augustus
- 13 - In het Verdrag van Brömsebro moet Denemarken gigantische gebieden overdragen aan Zweden en Zweden vrijstellen van de Sonttol, waardoor het de facto het einde van de Deense dominium maris baltici erkent.

september
- 2 - Elisabeth van de Palts, de voormalige "winterkoningin" van Bohemen, legt even buiten Den Haag de eerste steen voor een nieuw stadhouderlijk verblijf: Paleis Huis ten Bosch.

oktober
- 7 - Begin van het Beleg van Hulst door een Staats leger.

november
- 4 - Frederik Hendrik verovert Hulst.

december
- 27 - Op doorreis naar Polen arriveert de aanstaande koningin Maria Luisa de Gonzaga in Amsterdam, waar prins Willem II haar gastheer is.

zonder datum
- De Admiraliteit van Friesland verhuist van Dokkum naar Harlingen.
- De Franse missionaris Alexandre de Rhodes wordt in Vietnam gevangengenomen en ter dood veroordeeld, maar na 3 weken het land uitgezet. Twee andere priesters in zijn gezelschap worden onthoofd, en zeven anderen verliezen een vinger.

## Bouwkunst

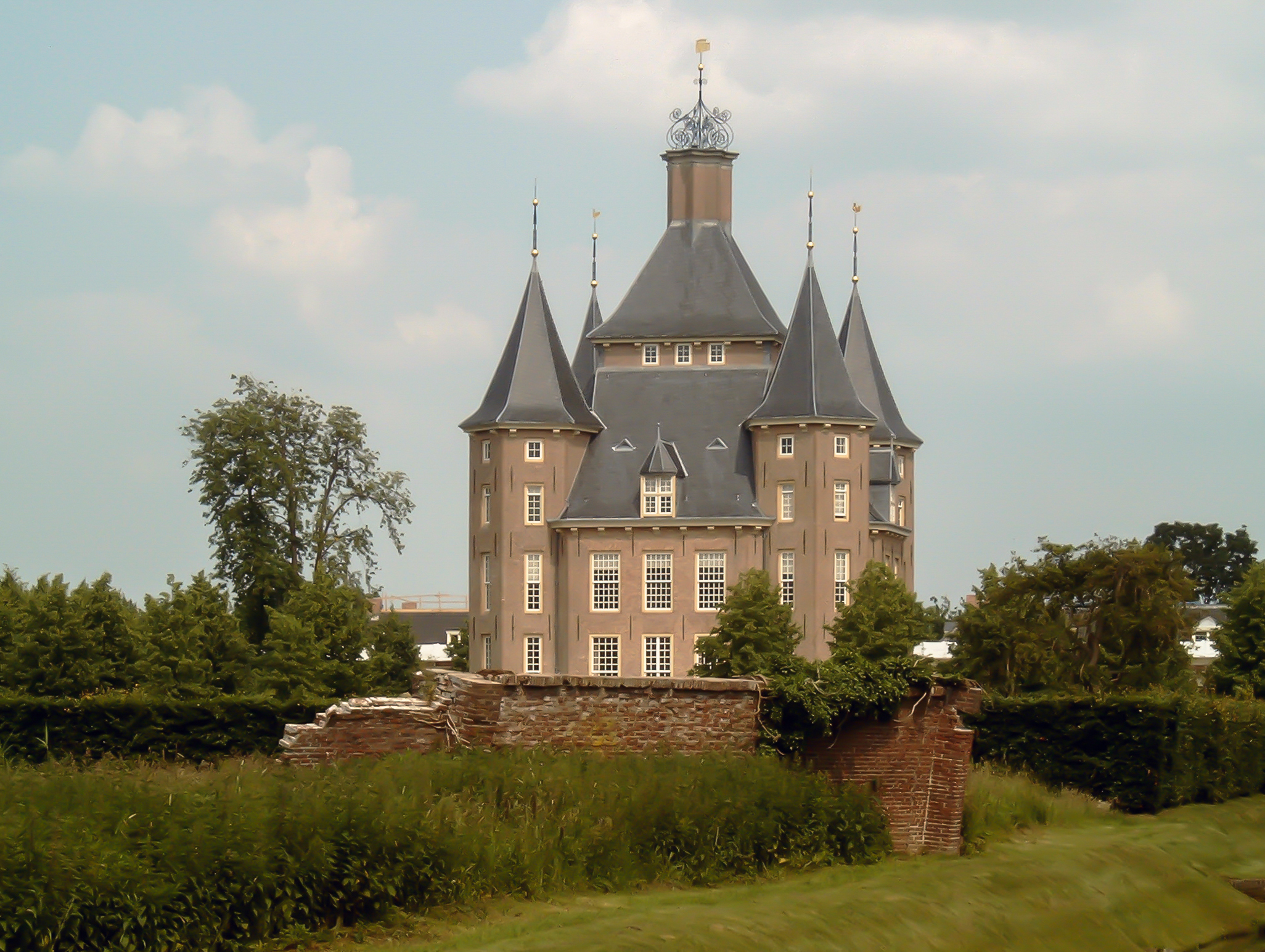
Kasteel Heemstede, Houten (1645)

## Geboren
februari
- 9 - Johann Aegidus Bach, Duits organist (overleden 1716)
- 24 - Johann Ambrosius Bach, Duits componist, violist en altviolist (overleden 1695)

juli
- 20 - Maria van Cortlandt, waarnemend patroon van de kolonie Rensselaerswijck (overleden 1689)

november
- 30 - Andreas Werckmeister, Duits organist, orgelbouwer en muziektheoreticus (overleden 1706)

datum onbekend
- Philip Hacquart, barokcomponist uit de Republiek der Zeven Verenigde Nederlanden (overleden 1691)
- William Kidd, Schots zeerover (overleden 1701)
- Christian Ritter, Duits componist en organist (overleden 1717)

## Overleden
februari
- 24 - Filips VII van Waldeck-Wildungen (31), Duits graaf

april
- 16 - Tobias Hume (c. 75), Brits officier en amateurcomponist

juli
- 13 - Marie le Jars de Gournay (79), Frans dichteres
- 13 - Michaël I van Rusland (49), tsaar van Rusland

augustus
- 28 - Hugo de Groot (62), Nederlands rechtsgeleerde

september
- 24 - William Lawes (43), Brits componist